# Сабадаш Тарас Іванович
Тара́с Іва́нович Сабад́аш (2 квітня 1976, Львів — 31 грудня 2024) — український військовослужбовець, старший сержант 80-ї ОДШБр ЗСУ, учасник російсько-української війни.

## Життєпис
Народився 2 квітня 1976 року у Львові. Навчався у Львівській спеціальній загальноосвітній школі-інтернаті. Здобув освіту в Державному професійно-технічному навчальному закладі «Львівський професійний політехнічний ліцей». Після завершення навчання проходив військову службу на Львівщині.
Займався приватним підприємництвом у будівельній сфері.
Із 2015 року виконував бойові завдання в зоні проведення Антитерористичної операції/операції Об'єднаних сил у складі 80-ї окремої десантно-штурмової Галицької бригади.
Після початку повномасштабного вторгнення боровся з окупантами на Донеччині, Луганщині, Херсонщині, брав участь у Харківській контрнаступальній операції. За особисту відвагу та сумлінну службу нагороджений численними відзнаками, зокрема орденом «За мужність» III ступеня.
Загинув 31 грудня 2024 року. Похований 6 січня 2025 року на Личаківському цвинтарі у Львові.
Залишилися дружина, двоє синів, мама, брати та сестра.

## Вшанування пам'яті
30 травня 2025 року на фасаді ліцею «Просвіта» у Львові відкрито меморіальну дошку на честь Тараса Сабадаша.

## Нагороди
- Орден «За мужність» II ступеня (20 лютого 2025, посмертно) — за особисту мужність, виявлену у захисті державного суверенітету та територіальної цілісності України, самовіддане виконання військового обов'язку[2]
- Орден «За мужність» III ступеня (12 березня 2022) — за особисту мужність і самовіддані дії, виявлені у захисті державного суверенітету та територіальної цілісності України, вірність військовій присязі[3]
- Медаль Головного управління розвідки Міністерства оборони України «За сприяння воєнній розвідці України» II ступеня